# Illicium arborescens
Illicium arborescens là một loài thực vật có hoa trong họ Schisandraceae. Loài này được Hayata miêu tả khoa học đầu tiên năm 1912.